# Závada (Topoľčany)
Závada es un municipio del distrito de Topoľčany en la región de Nitra, Eslovaquia, con una población estimada a final del año 2024 de 570 habitantes.
Se encuentra ubicado al norte de la región, cerca del río Nitra (cuenca hidrográfica del Danubio) y de la frontera con las regiones de Trnava y Trenčín.

## Demografía
| Año        | 1994 | 2004    | 2014  | 2024    |
| ---------- | ---- | ------- | ----- | ------- |
| Población  | 702  | 640     | 576   | 570     |
| Diferencia |      | −8,83 % | −10 % | −1,04 % |

| Año        | 2023 | 2024    |
| ---------- | ---- | ------- |
| Población  | 571  | 570     |
| Diferencia |      | −0,17 % |